# ارمان بارله
ارمان بارله (فرانسوی: Hermann Barrelet‎؛ ۲۵ سپتامبر ۱۸۷۹ – نامشخص) قایقران روئینگ اهل فرانسه بود.
وی در مسابقات کشوری و بین‌المللی در مجموع برندهٔ ۴ مدال طلا شده‌است.